# Cantó de Vandœuvre-lès-Nancy-Est
El cantó de Vandœuvre-lès-Nancy-Est és un cantó francès del departament de Meurthe i Mosel·la, situat al districte de Nancy. Compta amb part del municipi de Vandœuvre-lès-Nancy.
| Data d'elecció                           | Identitat       | Partit | Qualitat |
| ---------------------------------------- | --------------- | ------ | -------- |
| 1998-                                    | Stéphane Hablot | PS     |          |
| les dades anteriors no són pas conegudes |                 |        |          |
|                                          |                 |        |          |